# Bão lớn Linda (1997)
Bão lớn Linda, ký hiệu 14E-1997, là cơn bão mạnh nhất ở Đông Bắc Thái Bình Dương từng được ghi nhận vào thời điểm đó; với sức gió 185 dặm Anh trên giờ (298 km/h) và áp suất xuống tới 902 millibar (26,6 inHg). 18 năm sau, Linda bị bão Patricia phá vỡ kỷ lục và trở thành cơn bão mạnh nhất ở Đông Bắc Thái Bình Dương trong lịch sử.
Bão đã gây ra thiệt hại 3,2 triệu USD (năm 1997).

## Lịch sử khí tượng
Một vùng nhiễu động nhiệt đới hình thành vào ngày 9 tháng 9 đã phát triển thành áp thấp nhiệt đới 14-E trong cùng ngày. Hệ thống di chuyển theo hướng Tây Bắc và mạnh lên thành bão nhiệt đới Linda trong ngày hôm sau. Tiếp đó, bão Linda mạnh lên rất nhanh và đạt đến cấp độ bão cuồng phong vào ngày 11. Bão Linda đạt đỉnh trong ngày 12 với sức gió tối đa 185 dặm/giờ (295 km/giờ) cùng áp suất tối thiểu 902 mbar (902 hPa), những giá trị giúp cho nó trở thành cơn bão Đông Bắc Thái Bình Dương mạnh nhất từng được ghi nhận tại thời điểm đó. Một thời gian sau, bão Linda di chuyển vào vùng nước lạnh và suy yếu xuống thành bão nhiệt đới trong ngày 16. Tiếp theo cơn bão tiếp tục suy yếu chậm cho đến khi tan vào ngày 17.

## Thiệt hại
Linda đã di chuyển qua rất gần đảo Socorro. Ngoài ra, những dự báo ban đầu nhận định rằng bão Linda sẽ đổ bộ vào California, tuy nhiên điều này không xảy ra. Dù vậy, bão Linda đã gây sóng lớn, là nguyên nhân của một vụ tai nạn trên bờ biển California. Lượng hơi ẩm từ cơn bão cũng góp phần tạo ra một trận lở đất tại miền Nam California khiến 79 ngôi nhà bị hư hại hoặc phá hủy.